# Milano-Sanremo
Milano-Sanremo er et årligt cykelløb mellem Milano og Sanremo, og regnes for et af cykelsportens monumenter.  I dag er det længste af alle professionelle endagsløb med en længde på 294 km.
Det første løb blev kørt i 1907 da franskmanden Lucien Petit-Breton vandt. I dag er løbet anset som et af de vigtigste blandt de professionelle cykelryttere og er en del af UCI World Tour.

## Vindere
| År                     | Vinder               | Toer                 | Treer                |
| ---------------------- | -------------------- | -------------------- | -------------------- |
| 1907                   | Lucien Petit-Breton  | Gustave Garrigou     | Giovanni Gerbi       |
| 1908                   | Cyrille Van Hauwaert | Luigi Ganna          | André Pottier        |
| 1909                   | Luigi Ganna          | Émile Georget        | Giovanni Cuniolo     |
| 1910                   | Eugène Christophe    | Giovanni Cocchi      | Giovanni Marchese    |
| 1911                   | Gustave Garrigou     | Louis Trousselier    | Luigi Ganna          |
| 1912                   | Henri Pélissier      | Gustave Garrigou     | Jules Masselis       |
| 1913                   | Odile Defraye        | Louis Mottiat        | Ezio Corlaita        |
| 1914                   | Ugo Agostoni         | Carlo Galetti        | Charles Crupelandt   |
| 1915                   | Ezio Corlaita        | Luigi Lucotti        | Angelo Gremo         |
| 1916 ikke afholdt      |                      |                      |                      |
| 1917                   | Gaetano Belloni      | Costante Girardengo  | Angelo Gremo         |
| 1918                   | Costante Girardengo  | Gaetano Belloni      | Ugo Agostoni         |
| 1919                   | Angelo Gremo         | Costante Girardengo  | Giuseppe Olivieri    |
| 1920                   | Gaetano Belloni      | Henri Pélissier      | Costante Girardengo  |
| 1921                   | Costante Girardengo  | Giovanni Brunero     | Giuseppe Azzini      |
| 1922                   | Giovanni Brunero     | Costante Girardengo  | Bartolomeo Aymo      |
| 1923                   | Costante Girardengo  | Gaetano Belloni      | Giuseppe Azzini      |
| 1924                   | Pietro Linari        | Gaetano Belloni      | Costante Girardengo  |
| 1925                   | Costante Girardengo  | Giovanni Brunero     | Pietro Linari        |
| 1926                   | Costante Girardengo  | Nello Ciaccheri      | Egidio Picchiottino  |
| 1927                   | Pietro Chesi         | Alfredo Binda        | Domenico Piemontesi  |
| 1928                   | Costante Girardengo  | Alfredo Binda        | Giovanni Brunero     |
| 1929                   | Alfredo Binda        | Leonida Frascarelli  | Pio Caimmi           |
| 1930                   | Michele Mara         | Pio Caimmi           | Domenico Piemontesi  |
| 1931                   | Alfredo Binda        | Learco Guerra        | Domenico Piemontesi  |
| 1932                   | Alfredo Bovet        | Alfredo Binda        | Michele Mara         |
| 1933                   | Learco Guerra        | Alfredo Bovet        | Pietro Rimoldi       |
| 1934                   | Jef Demuysere        | Giovanni Cazzulani   | Francesco Camusso    |
| 1935                   | Giuseppe Olmo        | Learco Guerra        | Mario Cipriani       |
| 1936                   | Angelo Varetto       | Carlo Romanatti      | Olimpio Bizzi        |
| 1937                   | Cesare Del Cancia    | Pierino Favalli      | Marco Cimatti        |
| 1938                   | Giuseppe Olmo        | Pierino Favalli      | Alfredo Bovet        |
| 1939                   | Gino Bartali         | Aldo Bini            | Osvaldo Bailo        |
| 1940                   | Gino Bartali         | Pietro Rimoldi       | Aldo Bini            |
| 1941                   | Pierino Favalli      | Mario Ricci          | Pietro Chiappini     |
| 1942                   | Adolfo Leoni         | Antonio Bevilacqua   | Pierino Favalli      |
| 1943                   | Cino Cinelli         | Glauco Servadei      | Quirino Toccacelli   |
| 1944-1945 ikke afholdt |                      |                      |                      |
| 1946                   | Fausto Coppi         | Lucien Teisseire     | Mario Ricci          |
| 1947                   | Gino Bartali         | Ezio Cecchi          | Sergio Maggini       |
| 1948                   | Fausto Coppi         | Vittorio Rossello    | Fermo Camellini      |
| 1949                   | Fausto Coppi         | Vito Ortelli         | Fiorenzo Magni       |
| 1950                   | Gino Bartali         | Nedo Logli           | Oreste Conte         |
| 1951                   | Louison Bobet        | Pierre Barbotin      | Loretto Petrucci     |
| 1952                   | Loretto Petrucci     | Giuseppe Minardi     | Serge Blusson        |
| 1953                   | Loretto Petrucci     | Giuseppe Minardi     | Valère Ollivier      |
| 1954                   | Rik Van Steenbergen  | Francis Anastasi     | Giuseppe Favero      |
| 1955                   | Germain Derycke      | Bernard Gauthier     | Jean Bobet           |
| 1956                   | Fred De Bruyne       | Fiorenzo Magni       | Jef Planckaert       |
| 1957                   | Miguel Poblet        | Fred De Bruyne       | Brian Robinson       |
| 1958                   | Rik Van Looy         | Miguel Poblet        | André Darrigade      |
| 1959                   | Miguel Poblet        | Rik Van Steenbergen  | Leon Van Daele       |
| 1960                   | René Privat          | Jean Graczyk         | Yvo Molenaers        |
| 1961                   | Raymond Poulidor     | Rik Van Looy         | Rino Benedetti       |
| 1962                   | Emile Daems          | Yvo Molenaers        | Louis Proost         |
| 1963                   | Joseph Groussard     | Rolf Wolfshohl       | Willy Schroeders     |
| 1964                   | Tom Simpson          | Raymond Poulidor     | Willy Bocklant       |
| 1965                   | Arie den Hartog      | Vittorio Adorni      | Franco Balmamion     |
| 1966                   | Eddy Merckx          | Adriano Durante      | Herman Vanspringel   |
| 1967                   | Eddy Merckx          | Gianni Motta         | Franco Bitossi       |
| 1968                   | Rudi Altig           | Charly Grosskost     | Adriano Durante      |
| 1969                   | Eddy Merckx          | Roger De Vlaeminck   | Marino Basso         |
| 1970                   | Michele Dancelli     | Gerben Karstens      | Eric Leman           |
| 1971                   | Eddy Merckx          | Felice Gimondi       | Gösta Pettersson     |
| 1972                   | Eddy Merckx          | Gianni Motta         | Marino Basso         |
| 1973                   | Roger De Vlaeminck   | Wilmo Francioni      | Felice Gimondi       |
| 1974                   | Felice Gimondi       | Eric Leman           | Roger De Vlaeminck   |
| 1975                   | Eddy Merckx          | Francesco Moser      | Guy Sibille          |
| 1976                   | Eddy Merckx          | Wladimiro Panizza    | Michel Laurent       |
| 1977                   | Jan Raas             | Roger De Vlaeminck   | Wilfried Wesemael    |
| 1978                   | Roger De Vlaeminck   | Giuseppe Saronni     | Alessio Antonini     |
| 1979                   | Roger De Vlaeminck   | Giuseppe Saronni     | Knut Knudsen         |
| 1980                   | Pierino Gavazzi      | Giuseppe Saronni     | Jan Raas             |
| 1981                   | Alfons De Wolf       | Roger De Vlaeminck   | Jacques Bossis       |
| 1982                   | Marc Gomez           | Alain Bondue         | Moreno Argentin      |
| 1983                   | Giuseppe Saronni     | Guido Bontempi       | Jan Raas             |
| 1984                   | Francesco Moser      | Seán Kelly           | Eric Vanderaerden    |
| 1985                   | Hennie Kuiper        | Teun van Vliet       | Silvano Riccò        |
| 1986                   | Seán Kelly           | Greg LeMond          | Mario Beccia         |
| 1987                   | Erich Maechler       | Eric Vanderaerden    | Guido Bontempi       |
| 1988                   | Laurent Fignon       | Maurizio Fondriest   | Steven Rooks         |
| 1989                   | Laurent Fignon       | Frans Maassen        | Adriano Baffi        |
| 1990                   | Gianni Bugno         | Rolf Gölz            | Gilles Delion        |
| 1991                   | Claudio Chiappucci   | Rolf Sørensen        | Eric Vanderaerden    |
| 1992                   | Seán Kelly           | Moreno Argentin      | Johan Museeuw        |
| 1993                   | Maurizio Fondriest   | Luca Gelfi           | Max Sciandri         |
| 1994                   | Giorgio Furlan       | Mario Cipollini      | Adriano Baffi        |
| 1995                   | Laurent Jalabert     | Maurizio Fondriest   | Stefano Zanini       |
| 1996                   | Gabriele Colombo     | Oleksandr Honchenkov | Michele Coppolillo   |
| 1997                   | Erik Zabel           | Alberto Elli         | Biagio Conte         |
| 1998                   | Erik Zabel           | Emmanuel Magnien     | Frédéric Moncassin   |
| 1999                   | Andrei Tchmil        | Erik Zabel           | Zbigniew Spruch      |
| 2000                   | Erik Zabel           | Fabio Baldato        | Óscar Freire         |
| 2001                   | Erik Zabel           | Mario Cipollini      | Romāns Vainšteins    |
| 2002                   | Mario Cipollini      | Fred Rodriguez       | Markus Zberg         |
| 2003                   | Paolo Bettini        | Mirko Celestino      | Luca Paolini         |
| 2004                   | Óscar Freire         | Erik Zabel           | Stuart O'Grady       |
| 2005                   | Alessandro Petacchi  | Danilo Hondo         | Thor Hushovd         |
| 2006                   | Filippo Pozzato      | Alessandro Petacchi  | Luca Paolini         |
| 2007                   | Óscar Freire         | Allan Davis          | Tom Boonen           |
| 2008                   | Fabian Cancellara    | Filippo Pozzato      | Philippe Gilbert     |
| 2009                   | Mark Cavendish       | Heinrich Haussler    | Thor Hushovd         |
| 2010                   | Óscar Freire         | Tom Boonen           | Alessandro Petacchi  |
| 2011                   | Matthew Goss         | Fabian Cancellara    | Philippe Gilbert     |
| 2012                   | Simon Gerrans        | Fabian Cancellara    | Vincenzo Nibali      |
| 2013                   | Gerald Ciolek        | Peter Sagan          | Fabian Cancellara    |
| 2014                   | Alexander Kristoff   | Fabian Cancellara    | Ben Swift            |
| 2015                   | John Degenkolb       | Alexander Kristoff   | Michael Matthews     |
| 2016                   | Arnaud Démare        | Ben Swift            | Jürgen Roelandts     |
| 2017                   | Michał Kwiatkowski   | Peter Sagan          | Julian Alaphilippe   |
| 2018                   | Vincenzo Nibali      | Caleb Ewan           | Arnaud Démare        |
| 2019                   | Julian Alaphilippe   | Oliver Naesen        | Michał Kwiatkowski   |
| 2020                   | Wout van Aert        | Julian Alaphilippe   | Michael Matthews     |
| 2021                   | Jasper Stuyven       | Caleb Ewan           | Wout van Aert        |
| 2022                   | Matej Mohorič        | Anthony Turgis       | Mathieu van der Poel |
| 2023                   | Mathieu van der Poel | Filippo Ganna        | Wout van Aert        |
| 2024                   | Jasper Philipsen     | Michael Matthews     | Tadej Pogačar        |
| 2025                   | Mathieu van der Poel | Filippo Ganna        | Tadej Pogačar        |

## Eksterne links
- Løbets hjemmeside